# Flak (músico)
Flak, pseudónimo de João Pires de Campos (Lisboa, 18 de Outubro de 1961) é um músico, compositor, produtor e co-fundador de bandas como Rádio Macau e Micro Audio Waves 

## Percurso
Viveu na Freguesia dos Anjos até aos 4 anos, altura em que a família se mudou para Mem Martins. Nos finais dos anos 80 muda-se para Campo de Ourique, onde ainda reside. 
Fundou, em 1983 a banda Rádio Macau, com Xana (cantora) e Alex Cortez. Após cerca uma década de atividade, decidem fazer um interregno com o objetivo de explorar outros projetos. Xana lança a solo As meninas Boas Vão Para o Céu, as Más Para Toda a Parte e Manual de Sobrevivência. 
É durante este período que Flak lança o seu primeiro álbum, homónimo. Funda os Máquina do Almoço Dá Pancadas, um projeto de música instrumental. Integra vários grupos, como os Plopoplot Pot, Cavacos e Palma's Gang. Com este grupo lança o álbum Palma's Gang – Ao Vivo No Johnny Guitar. Além da performance artística, envereda também pela produção musical, produzindo para inúmeros artistas como Jorge Palma, GNR, Entre Aspas e muitos outros.  
Os Rádio Macau regressariam aos palcos em 1998, lançando logo em 2000 o álbum Onde o Tempo Faz a Curva.  
Em simultâneo com os Rádio Macau, Flak cria com C. Morg os Micro Audio Waves, que em 2006 venceram os Qwartz Awards, considerados os mais importantes prémios francófonos de música eletrónica  nas categorias de Melhor Álbum, com No Waves e Melhor Teledisco com "Fully Connected". Em 2008 voltaram a ser consagrados na categoria de Melhor Música com o tema "Long Tongue"  do álbum Odd Size Baggage.
Em 2022, participa numa série de espetáculos denominado Patifes, no Centro Cultural Da Malaposta. Integravam o conjunto Teresa Sobral na voz e eletrónica; Flak e Miguel Fevereiro na guitarra elétrica; Hernâni Faustino no contrabaixo e baixo elétrico; Miguel Sobral Curado na bateria e eletrónica. Os textos foram escritos por Gonçalo M. Tavares, os figurinos idealizados por Afonso Peixoto, a Fotografia realizada por Patrícia Blasque e o Teaser esteve a cargo de António Rui Ribeiro. 

## Discografia
Dentro da sua discografia, encontram-se: 

### ComRádio Macau
- (1984) Rádio Macau (EMI)
- (1986) Spleen (EMI)
- (1987) O Elevador da Glória (EMI)
- (1989) O Rapaz do Trapézio Voador (EMI)
- (1991) Disco Pirata (Alcobia Records)
- (1992) A Marca Amarela (Ariola)
- (2000) Onde o Tempo Faz a Curva (Ariola, BMG Portugal)
- (2003) Acordar (Polydor, Universal Music Portugal)
- (2008) 8 (iPlay)
- (2014) Space Monster MXMLXXXI - MMXIV (Blitz)

### ComMicro Audio Waves
- (2002) Micro Audio Waves
- (2004) No Waves
- (2007) Odd Size Baggage
- (2009) Zoetrope

### Com Palma's Gang
- (1993) Palma's Gang – Ao Vivo No Johnny Guitar

### A Solo
- (1998) Flak (Ariola)
- (2015) Nada Escrito (Uguru)
- (2018) Cidade Fantástica (Azáfama)

## Prémios
- 2006 - Qwartz Awards - Melhor Álbum - No Waves
- 2006 - Qwartz Awards - Melhor Teledisco - "Fully Connected".
- 2008 - Qwartz Awards - Melhor Música - "Long Tongue"

## Ligações Externas
- Facebook: https://www.facebook.com/flakoficial/mentions?locale=pt_PT
- Spotify: https://open.spotify.com/intl-pt/artist/4wVjp7gqPZ71EFJ16cqlV4